# Luoto (Helsinki)
Pour les articles homonymes, voir Luoto.
Luoto (suédois : Klippan, français : Îlot) est une petite île à Helsinki en Finlande.

## Description
Luoto est à proximité du port du sud à l'est de Ryssänsaari.
Un ponton la relie à Valkosaari.
La villa conçue par Selim A. Lindqvist et Knut Wasastjerna est construite en 1898.
Elle abrite le restaurant Ravintola Saaristo durant la saison estivale.

## Accès
De début mai à fin septembre une navette relie l'île au quai de Valkosaari devant le terminal Olympia.

## Galerie

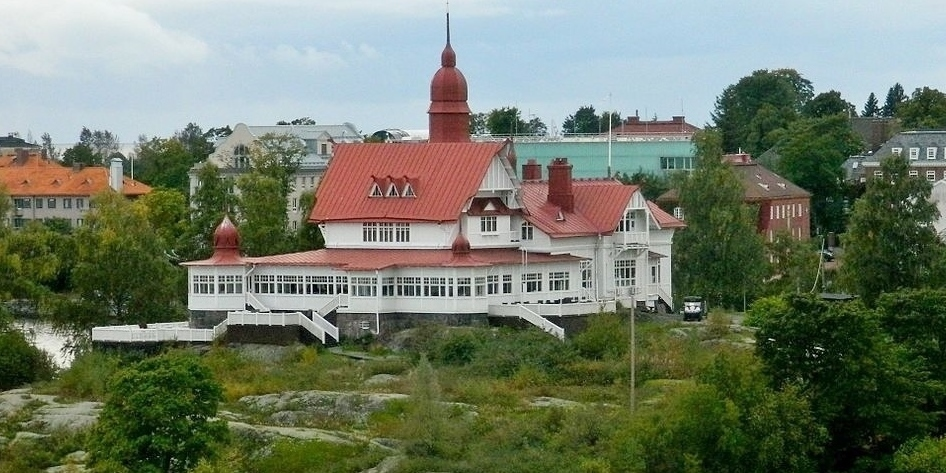
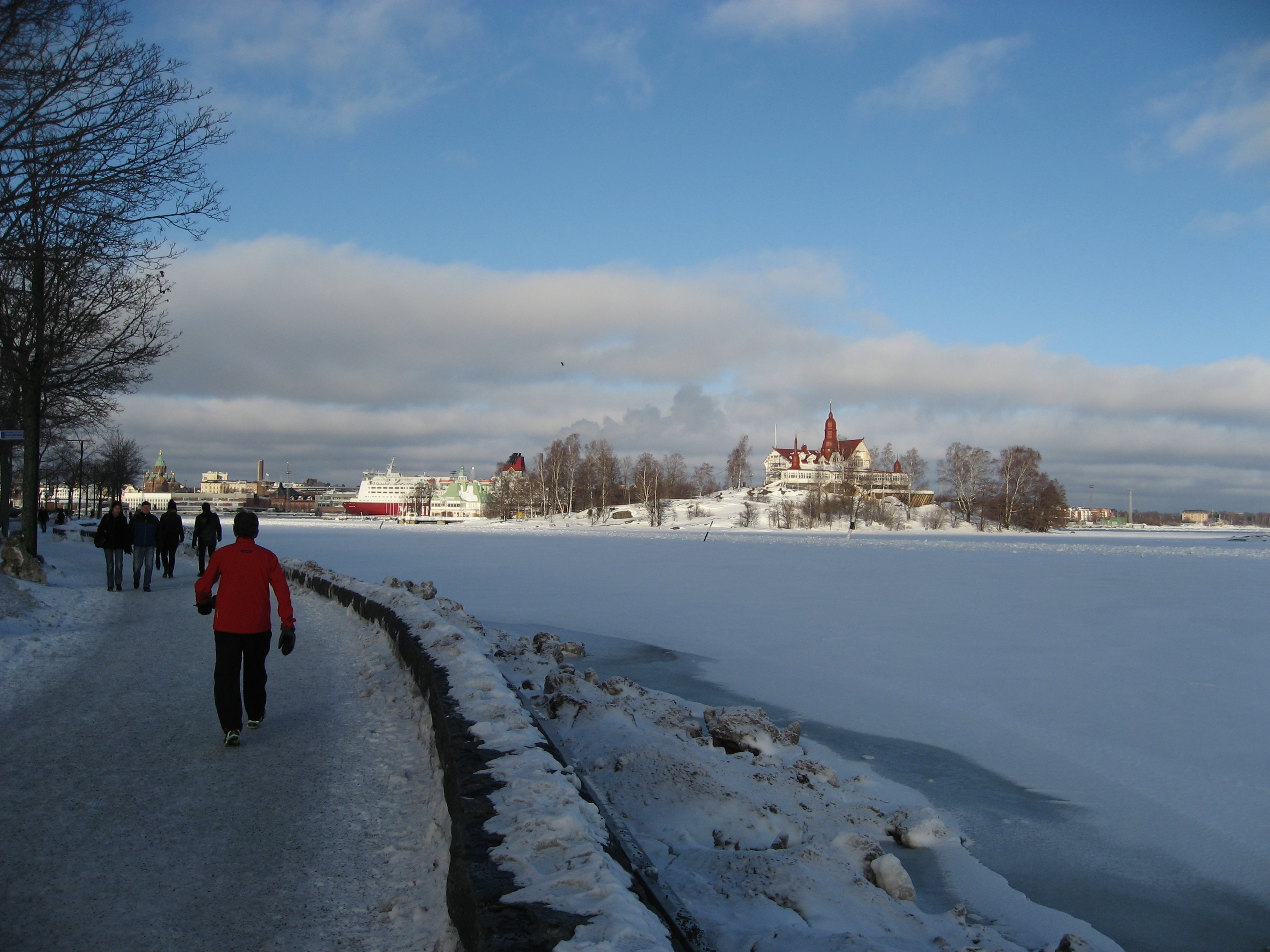
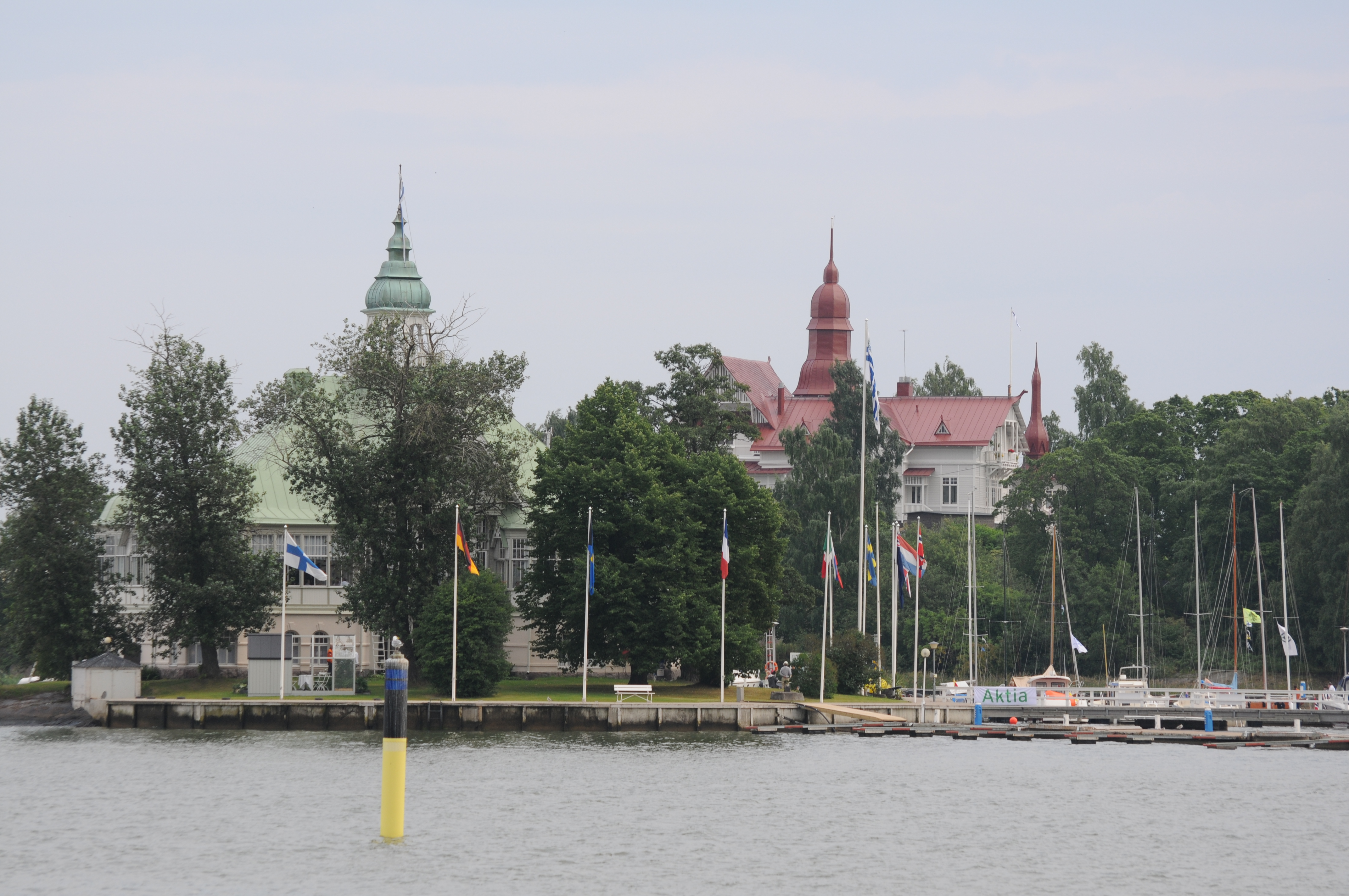
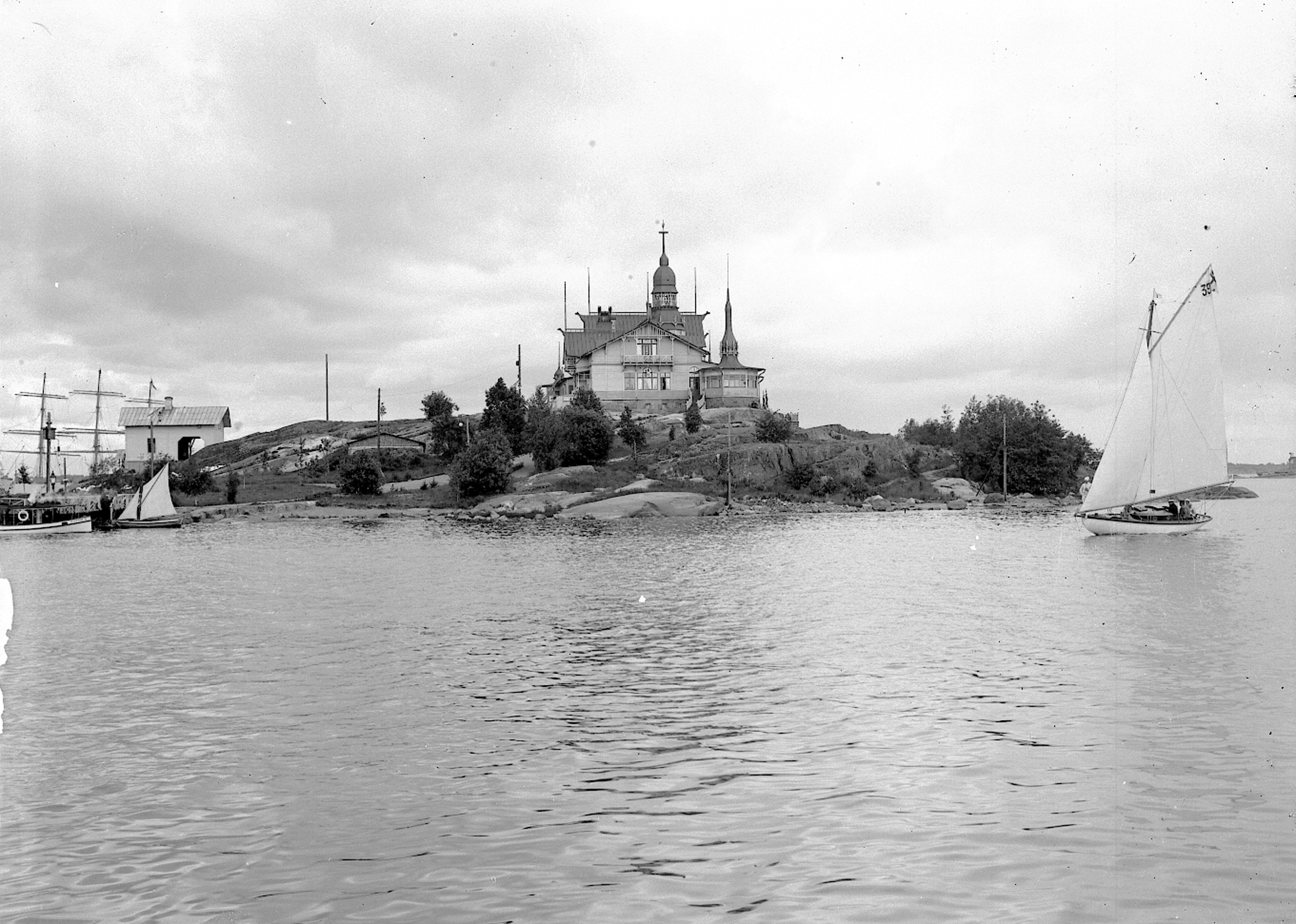